# Band Saracens Rugby Clube
Il Band Saracens Rugby Clube già Band Saracens Rugby Clube è una società di rugby a 15 di San Paolo fra le più importanti del Brasile.
Partecipa al campionato brasiliano di rugby

## Storia
Nel marzo 1983, un gruppo di giocatori provenienti da diversi college a San Paolo decise di creare un club di rugby legittimamente brasiliano, con cultura e amministrazione nazionali. L'obiettivo principale del nuovo club era quello di giocare e mostrare il rugby brasiliano al mondo.
Il club nasce da precursori iniziati nel 1977, anno in cui i giovani giocatori del Colégio São Luís di San Paolo si sono uniti agli amici che sono entrati nel Mauá College per formare una squadra che ha giocato nella Seconda Divisione del Campionato brasiliano, che ha finito per vincere .
Il club, che intendeva essere una squadra che simboleggiava il rugby brasiliano, ricevette il nome di Clube de Rugby Bandeirantes, in onore delle figure storiche dei Bandeirantes di San Paolo, che esplorarono il Brasile da un capo all'altro.

## Palmarès
- Brasileirão: 4
1988, 1995, 2001, 2009
- Taça Tupi: 1
2017